# Werner Sauber
Werner Karl Sauber, auch Philip Werner Sauber (* 4. April 1947 in Zürich; † 9. Mai 1975 in Köln) war ein Schweizer Filmemacher. Er war ein Mitglied der Terrororganisation „Bewegung 2. Juni“.

## Leben
Werner Saubers Eltern betrieben ein Unternehmen, das Verkehrszeichen produzierte, und waren wohlhabend. Sein älterer Bruder Peter Sauber wurde Rennfahrer und Besitzer eines Formel-1-Rennstalls.
Sauber begann eine Fotografenausbildung und ging im Spätsommer 1967 nach West-Berlin an die Deutsche Film- und Fernsehakademie Berlin. 1968 entstand der Film Der einsame Wanderer. Sauber lebte eine Zeit mit Ulrike Edschmid und deren Kind in einer Wohngemeinschaft zusammen, die wiederholt von der Polizei durchsucht wurde. Beide wurden wegen des Verdachts von Demonstrationsstraftaten in Untersuchungshaft genommen, und Sauber tauchte nach seiner Freilassung ab. Er agierte im Umfeld der „Bewegung 2. Juni“ und war an mehreren Banküberfällen beteiligt. Er ging Anfang 1974 nach Köln und arbeitete unter falschem Namen bei Klöckner-Humboldt-Deutz an der Stanze. Am 9. Mai 1975 eröffnete er bei einer Polizeikontrolle in Köln-Humboldt/Gremberg das Feuer auf den Polizisten Walter Pauli, der noch am Ort des Geschehens starb. Werner Sauber wurde im Verlauf des folgenden Schusswechsels schwer verletzt und starb auf dem Weg ins Krankenhaus. Sein Freund Karl Heinz Roth wurde ebenfalls schwer verletzt und zusammen mit Roland Otto festgenommen.

## Film
- Der einsame Wanderer, BR Deutschland 1967, 31 Minuten, 16 mm, schwarz/weiß[5][6]